# Breguet Br. 1100M
Le Breguet Br 1100M est un prototype visant à répondre à un appel d'offres de la Marine nationale française en 1957 dans le but de s'équiper d'un appareil d'attaque tout temps.
Développé sur la base du monoréacteur Breguet Br.1001 Taon du même constructeur, le Br 1100M est un biréacteur. L'appareil ne fut pas retenu au bénéfice du Dassault Étendard IV.
L'avion servit par la suite de base de travail pour le SEPECAT Jaguar.

### Développement lié
- Br.1001 Taon
- SEPECAT Jaguar

### Aéronefs comparables
- Dassault Étendard IV